# McPixel
McPixel  é um videogame de quebra-cabeça produzido independentemente pelo desenvolvedor polonês Mikołaj Kamiński (também conhecido como Sos Sosowski) em 2012.

## Jogabilidade
O jogo gira em torno do personagem-título, McPixel, que é uma paródia tanto de MacGyver quanto de sua outra paródia, MacGruber. O jogo apresenta inúmeras referências a personagens da cultura popular.
O objetivo de McPixel no jogo é desarmar bombas ou "salvar o dia" em 20 segundos cada nível. Existem quatro capítulos no jogo, cada um com três níveis e um nível desbloqueável. Cada nível contém seis sequências. Na maioria das vezes McPixel desarma bombas de maneiras absurdas, principalmente chutando quase tudo no nível.

## Liberação e recepção
O jogo está disponível para Android, iPhone e como jogo de computador.
McPixel recebeu críticas positivas, com uma pontuação crítica de 76/100 no Metacritic para a versão para PC, e uma pontuação crítica de 83/100 para a versão iOS. The Verge deu ao jogo uma pontuação de 8 em 10, afirmando que "McPixel é um passo adiante, uma paródia de uma paródia. Mas é mais estranho, mais grosseiro, mais engraçado e muito mais blasfemo."
O criador e desenvolvedor do jogo, Mikolaj "Sos" Kamiński, disse: "A maior força que chamava a atenção para o McPixel naquela época eram os vídeos 'Let's Play'. Principalmente por Jesse Cox e PewDiePie." Sos promoveu a distribuição de seu jogo no The Pirate Bay para comercializá-lo. Ele descobriu que o McPixel estava sendo baixado de um post do Reddit. Devido a este evento, McPixel se tornou o primeiro jogo a ser endossado pelo Pirate Bay.
Em setembro de 2012, McPixel havia vendido 3.056 cópias. O jogo também foi o primeiro jogo a ser lançado via Steam Greenlight.
De 15 a 22 de agosto de 2013, McPixel apareceu ao lado de outros quatro jogos na Humble Bundle Weekly Sale ("Hospedado por PewDiePie"), que vendeu 189.927 unidades.
Em outubro de 2013, existe uma versão para Linux, mas que ainda não está disponível no Steam. Kamiński afirmou nos fóruns do Steam que isso ocorre porque o tempo de execução do Adobe Air não pode ser distribuído via Steam. Para corrigir esse e outros problemas, Kamiński afirmou que pretendia reescrever o mecanismo do jogo para não usar o Adobe Air. Kamiński anunciou a reescrita em junho de 2013, escrevendo que esperava ser feito em setembro de 2013, embora não houvesse notícias em setembro de 2014. Em junho de 2019, a versão Linux não está no Steam, mas o Proton pode ser usado para executar o jogo.

## Sequência
Uma sequência intitulada McPixel 3 foi anunciada em 17 de fevereiro de 2022.